# Truttemer-le-Grand
Truttemer-le-Grand és un municipi francès situat al departament de Calvados i a la regió de Normandia. L'any 2007 tenia 595 habitants.

## Demografia

### Població
El 2007 la població de fet de Truttemer-le-Grand era de 595 persones. Hi havia 241 famílies de les quals 55 eren unipersonals (39 homes vivint sols i 16 dones vivint soles), 97 parelles sense fills i 89 parelles amb fills.
La població ha evolucionat segons el següent gràfic:
Habitants censats

### Habitatges
El 2007 hi havia 279 habitatges, 239 eren l'habitatge principal de la família, 20 eren segones residències i 20 estaven desocupats. 277 eren cases i 1 era un apartament. Dels 239 habitatges principals, 164 estaven ocupats pels seus propietaris, 70 estaven llogats i ocupats pels llogaters i 6 estaven cedits a títol gratuït; 2 tenien una cambra, 9 en tenien dues, 38 en tenien tres, 87 en tenien quatre i 104 en tenien cinc o més. 199 habitatges disposaven pel capbaix d'una plaça de pàrquing. A 102 habitatges hi havia un automòbil i a 119 n'hi havia dos o més.

### Piràmide de població
La piràmide de població per edats i sexe el 2009 era:
| Homes | Edats   | Dones |
| ----- | ------- | ----- |
| 0     | 95 o +  | 0     |
| 0     | 90 a 94 | 8     |
| 0     | 85 a 89 | 4     |
| 4     | 80 a 84 | 4     |
| 16    | 75 a 79 | 12    |
| 8     | 70 a 74 | 12    |
| 24    | 65 a 69 | 16    |
| 8     | 60 a 64 | 20    |
| 12    | 55 a 59 | 12    |
| 20    | 50 a 54 | 4     |
| 20    | 45 a 49 | 28    |
| 20    | 40 a 44 | 12    |
| 4     | 35 a 39 | 16    |
| 32    | 30 a 34 | 32    |
| 20    | 25 a 29 | 32    |
| 12    | 20 a 24 | 16    |
| 20    | 15 a 19 | 24    |
| 20    | 10 a 14 | 12    |
| 32    | 5 a 9   | 20    |
| 44    | 0 a 4   | 20    |

## Economia
El 2007 la població en edat de treballar era de 379 persones, 294 eren actives i 85 eren inactives. De les 294 persones actives 278 estaven ocupades (147 homes i 131 dones) i 17 estaven aturades (4 homes i 13 dones). De les 85 persones inactives 30 estaven jubilades, 34 estaven estudiant i 21 estaven classificades com a «altres inactius».

### Ingressos
El 2009 a Truttemer-le-Grand hi havia 247 unitats fiscals que integraven 634,5 persones, la mediana anual d'ingressos fiscals per persona era de 16.365 €.

### Activitats econòmiques
Dels 15 establiments que hi havia el 2007, 1 era d'una empresa extractiva, 1 d'una empresa alimentària, 2 d'empreses de fabricació d'altres productes industrials, 4 d'empreses de construcció, 2 d'empreses de comerç i reparació d'automòbils, 2 d'empreses d'informació i comunicació, 1 d'una empresa de serveis, 1 d'una entitat de l'administració pública i 1 d'una empresa classificada com a «altres activitats de serveis».
Dels 5 establiments de servei als particulars que hi havia el 2009, 1 era un guixaire pintor, 1 fusteria, 1 lampisteria, 1 electricista i 1 perruqueria.
Dels 2 establiments comercials que hi havia el 2009, 1 era una botiga de més de 120 m² i 1 una botiga de menys de 120 m².
L'any 2000 a Truttemer-le-Grand hi havia 40 explotacions agrícoles que ocupaven un total de 1.343 hectàrees.

## Equipaments sanitaris i escolars
El 2009 hi havia una escola elemental integrada dins d'un grup escolar amb les comunes properes formant una escola dispersa.

## Poblacions més properes
El següent diagrama mostra les poblacions més properes.